# Megalestes heros
Megalestes heros – gatunek ważki z rodziny Synlestidae.